# All Hands on the Bad One
All Hands on the Bad One är det femte studioalbumet av den amerikanska rockgruppen Sleater-Kinney, utgivet den 2 maj 2000 på skivbolaget Kill Rock Stars. Albumet producerades av John Goodmanson och spelades in mellan december 1999 och januari 2000 vid Jackpot! Studio i Portland, Oregon och John & Stu's Place i Seattle, Washington.

## Låtlista
Alla låtar är komponerade av Sleater-Kinney.
| Nr           | Titel                      | Längd |
| ------------ | -------------------------- | ----- |
| 1.           | The Ballad of a Ladyman    | 3:11  |
| 2.           | Ironclad                   | 2:34  |
| 3.           | All Hands on the Bad One   | 2:57  |
| 4.           | Youth Decay                | 2:30  |
| 5.           | You're No Rock n' Roll Fun | 2:38  |
| 6.           | #1 Must Have               | 3:04  |
| 7.           | The Professional           | 1:31  |
| 8.           | Was It a Lie?              | 3:16  |
| 9.           | Male Model                 | 2:33  |
| 10.          | Leave You Behind           | 3:27  |
| 11.          | Milkshake n' Honey         | 2:55  |
| 12.          | Pompeii                    | 2:43  |
| 13.          | The Swimmer                | 3:46  |
| Total längd: | Total längd:               | 37:07 |

## Medverkande
Medverkande är hämtade ur albumhäftet till All Hands on the Bad One.
Sleater-Kinney
- Carrie Brownstein – gitarr, sång
- Corin Tucker – sång, gitarr
- Janet Weiss – trummor, slagverk

Ytterligare musiker
- Sam Coomes – mellotron på "Milkshake n' Honey"
- Sarah Dougher – orgel på "All Hands on the Bad One" och "The Swimmer"

Tekniker
- Greg Calbi – mastering
- Larry Crane – ljudtekniker
- John Goodmanson – producent